# Phát sinh phi sinh học

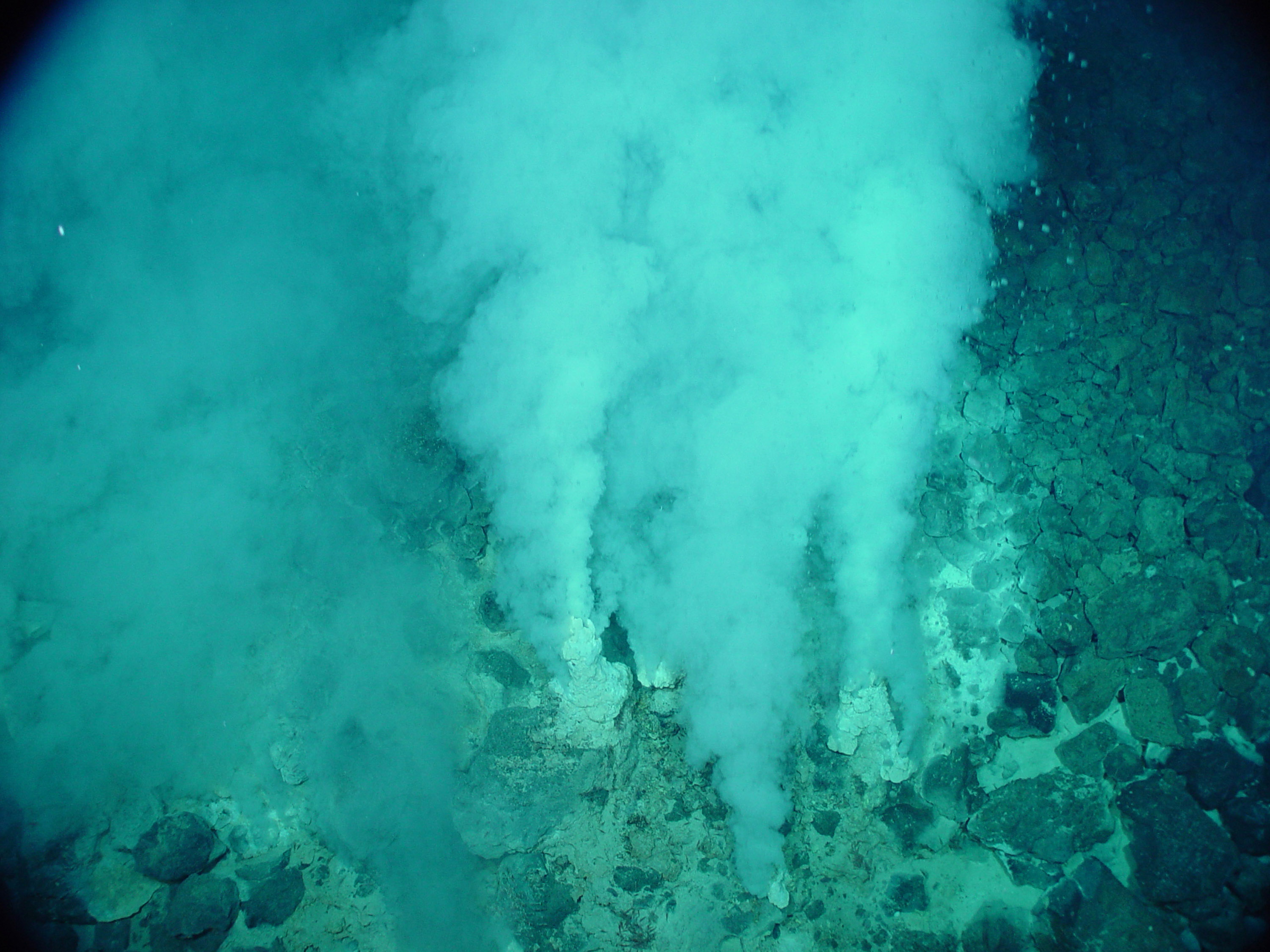
Các dạng sống được biết đến sớm nhất là các vi sinh vật giả định hóa thạch, tìm thấy trong các kết tủa thủy nhiệt, có thể đã tồn tại từ 4,28 tỷ năm trước, tương đối sớm sau các đại dương hình thành cách đây 4.41 tỷ năm trước, và không lâu sau hình thành Trái Đất 4.54 tỷ năm trước.

Trong sinh học tiến hóa, phát sinh phi sinh học (abiogenesis), hoặc tên không chính thức là nguồn gốc của sự sống (origin of life) viết tắt là OoL, là quá trình tự nhiên mà sự sống đã phát sinh từ vật chất không sống, chẳng hạn như các hợp chất hữu cơ đơn giản. Mặc dù các chi tiết của quá trình này vẫn chưa được hiểu rõ, giả thuyết khoa học phổ biến về quá trình biến đổi từ các thực thể không sống sang các thực thể sống không phải là một sự kiện đơn lẻ, mà là một quá trình tiến hóa tăng tiến phức tạp liên quan đến phân tử tự nhân bản, tự lắp ráp, tự phân giải, và sự xuất hiện của màng tế bào. Mặc dù sự xuất hiện của sự sống là sự thật không bàn cãi giữa các nhà khoa học, nhưng các cơ chế khả thi cho quá trình này vẫn chưa được hiểu rõ. Có một số nguyên lý và giả thuyết về việc làm thế nào mà sự sống có thể xuất hiện.
Việc nghiên cứu nguồn gốc sự sống nhằm mục đích xác định xem phản ứng hóa học tiền sự sống đã tạo ra sự sống như thế nào trong những điều kiện hoàn toàn khác với trên Trái Đất ngày nay. Nó chủ yếu sử dụng các công cụ từ sinh học, hóa học và địa vật lý, với các phương pháp tiếp cận gần đây đang cố gắng tổng hợp cả ba môn khoa học trên: cụ thể là, thiên văn học, sinh hóa, sinh lý, địa hóa học, sinh học phân tử, hải dương học và cổ sinh vật học. Sự sống hoạt động thông qua quá trình hoạt hóa chuyên biệt của carbon và nước; phần lớn được xây dựng dựa trên bốn nhóm hóa chất chính: lipid (màng tế bào), carbohydrate (đường, cellulose), amino acid (chuyển hóa protein) và acid nucleic (DNA và RNA). Bất kỳ học thuyết thành công nào về sự phát sinh sự sống đều phải giải thích được nguồn gốc và sự tương tác của các lớp phân tử này. Nhiều phương pháp tiếp cận sự phát sinh sự sống nghiên cứu cách các phân tử tự nhân bản, hoặc các thành phần của chúng đã ra đời như thế nào. Các nhà nghiên cứu thường nghĩ rằng sự sống hiện tại bắt nguồn từ thế giới RNA, mặc dù các phân tử tự nhân bản khác có thể có trước RNA.

Thí nghiệm sinh tổng hợp Miller–Urey của các phân tử hữu cơ nhỏ trong hỗn hợp các khí đơn giản được đặt trong một gradien nhiệt bằng cách đun nóng (bên phải) và làm lạnh (bên trái) hỗn hợp cùng một lúc; hỗn hợp cũng chịu phóng điện

Thí nghiệm Miller–Urey cổ điển năm 1952 và các nghiên cứu tương tự đã chứng minh rằng hầu hết các amino acid, thành phần hóa học của protein có mặt trong tất cả các sinh vật sống, có thể được tổng hợp từ các hợp chất vô cơ trong các điều kiện mô phỏng trạng thái của Trái Đất sơ khai. Các nhà khoa học đã đề xuất các nguồn năng lượng khác nhau bên ngoài có thể đã kích hoạt những phản ứng này, bao gồm sét và bức xạ. Các phương pháp tiếp cận khác (giả thuyết "chuyển hóa-đầu tiên") tập trung vào việc tìm hiểu cách chất tự xúc tác trong các hệ thống hóa học trên Trái Đất sơ khai có thể đã cung cấp phân tử tiền chất cần thiết cho quá trình tự nhân bản.
Thiên thạch mầm (Panspermia) thì lại cho rằng những mầm sống đã phát sinh bên ngoài Trái Đất bởi những cơ chế chưa xác định, và được mang đến Trái Đất sơ khai thông qua bụi không gian và các thiên thạch. Người ta biết được các phân tử hữu cơ phức tạp hình thành trong Hệ Mặt trời và trong không gian giữa các vì sao, và những phân tử này có thể đã cung cấp tiền chất cho sự phát sinh sự sống trên Trái Đất.
Trái Đất vẫn là nơi duy nhất trong vũ trụ được biết đến là tồn tại sự sống, và bằng chứng hóa thạch từ Trái Đất cung cấp thông tin cho hầu hết các nghiên cứu về nguồn gốc sự sống. Tuổi của Trái Đất là 4,54 tỷ năm; bằng chứng sớm nhất không thể bàn cãi về sự sống trên Trái Đất có niên đại ít nhất là 3,5 tỷ năm trước, và có thể xuất hiện sớm nhất ở Kỷ Eoarchean (3.6–4.0 tỷ năm trước). Vào năm 2017, các nhà khoa học đã tìm thấy bằng chứng khả thi về sự sống sơ khai trên đất liền có niên đại 3,48 tỷ năm trong geyserite và các mỏ khoáng sản khác có liên quan (thường được tìm thấy xung quanh suối nước nóng và mạch nước phun) tại Pilbara Craton nằm ở Tây Úc. Tuy nhiên, một số khám phá cho thấy sự sống có thể đã xuất hiện trên Trái Đất sớm hơn. Kể từ năm 2017, vi hóa thạch (vi sinh vật đã hóa thạch) trong kết tủa thủy nhiệt có niên đại từ 3,77 đến 4,28 tỷ năm trong đá ở Quebec, được xem là kỷ lục lâu đời nhất về sự sống trên Trái Đất, cho thấy sự sống bắt đầu ngay sau sự hình thành đại dương 4.4 tỷ năm trước trong kỷ địa chất Hadean.
Chiến lược nghiên cứu của NASA về sự phát sinh sự sống phát biểu rằng cần phải xác định các tương tác, cấu trúc và chức năng trung gian; nguồn năng lượng và các yếu tố môi trường góp phần vào sự đa dạng, chọn lọc và nhân rộng của các mô hình đại phân tử có thể tiến hóa. Cần phải tiếp tục nhấn mạnh việc tạo lập một sơ đồ hóa học khái quát của các polymer nguyên thủy tiềm năng có khả năng lưu trữ thông tin. Sự ra đời của các polymer có thể tự nhân bản, lưu trữ thông tin di truyền và thể hiện các đặc điểm để chịu tác động của chọn lọc tự nhiên là một bước quan trọng trong sự xuất hiện của quá trình tiến hóa hóa học tiền sinh học.